# Mauro Celso
Mauro Celso Semenzzatto, melhor conhecido como Mauro Celso (São José do Rio Pardo, 10 de novembro de 1951 — Iguape, 15 de abril de 1989) foi um cantor e compositor brasileiro.
Ficou conhecido devido a sua canção "Farofa-fá", que participou do festival "Abertura", na época exibido ao vivo pela Rede Globo. Embora a canção não tenha sido escolhida, sua apresentação foi bem recebida pelo público. "Farofa-fá" ficou entre as 10 faixas mais tocadas no Brasil em 1975. Também lançou a faixa "Bilu-teteia", que se tornou popular através de Sérgio Mallandro. Lançou em 1975 um LP chamado Mauro Celso para Crianças Até 80 Anos. Morreu em um acidente de carro onde morreu afogado.
Durante um tempo foi dirigente do time de futebol Monte Negro, de Osasco.